# سی یاجیه
سی یاجیه (انگلیسی: Si Yajie؛ زادهٔ ۴ دسامبر ۱۹۹۸) شیرجه‌رو زن اهل چین است.
وی در مسابقات کشوری و بین‌المللی در مجموع برندهٔ ۴ مدال طلا، ۲ مدال نقره شده‌است.